# St. Jacob (Illinois)
St. Jacob – wieś w Stanach Zjednoczonych, w stanie Illinois, w hrabstwie Madison.